# Christian August Breiter

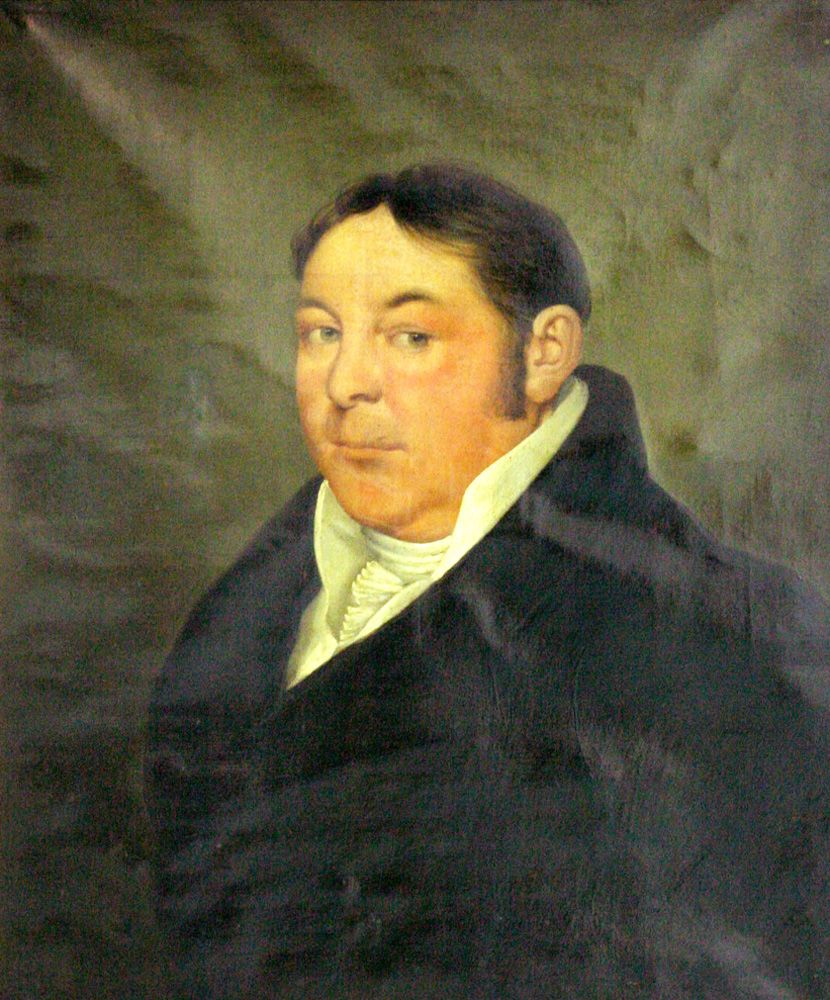
C. A. Breiter (um 1820)

Christian August Breiter (* 6. August 1776 in Merseburg; † 18. April 1840 in Leipzig) war ein deutscher Gärtner und Botaniker sowie Schöpfer des Breiterschen Wintergartens in Leipzig.

## Leben

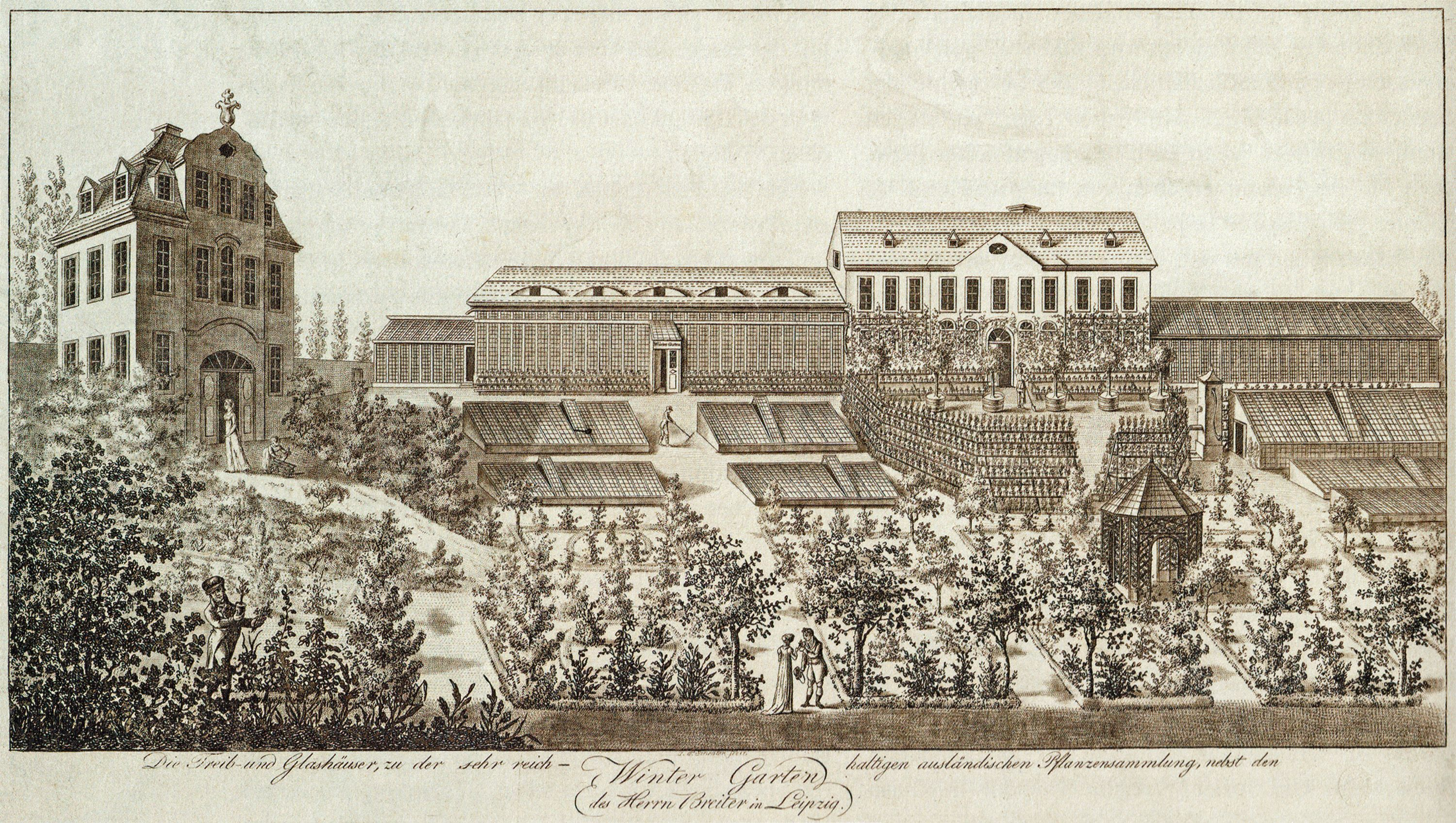
Breiters Gartenanlage (vor 1817)

Christian August Breiter war zunächst sachsen-weimarischer Hofgärtner, bevor er Anfang des 19. Jahrhunderts nach Leipzig ging. Hier eröffnete er eine Handels- und Kunstgärtnerei, in der er sich insbesondere mit exotischen Pflanzen befasste. Es waren dort botanische Raritäten wie Orangenbäume und Kaffeesträucher zu finden. Sein erster Angebotskatalog erschien 1807 (siehe unten). Sein Garten lag nordöstlich der Leipziger Altstadt und war für die Allgemeinheit zugänglich. In einem der Gewächshäuser richtete er 1815 einen gastronomischen Bereich ein, in dem auch Konzerte stattfanden. Dafür bürgerte sich der Name Breiters Wintergarten ein, der bald auf die gesamte Anlage übertragen wurde. Mit diesem Konzept der Nutzung eines Gewächshauses als Ort geselliger Zusammenkünfte stellte sich Breiter in die Tradition höfischer Orangeriekultur.

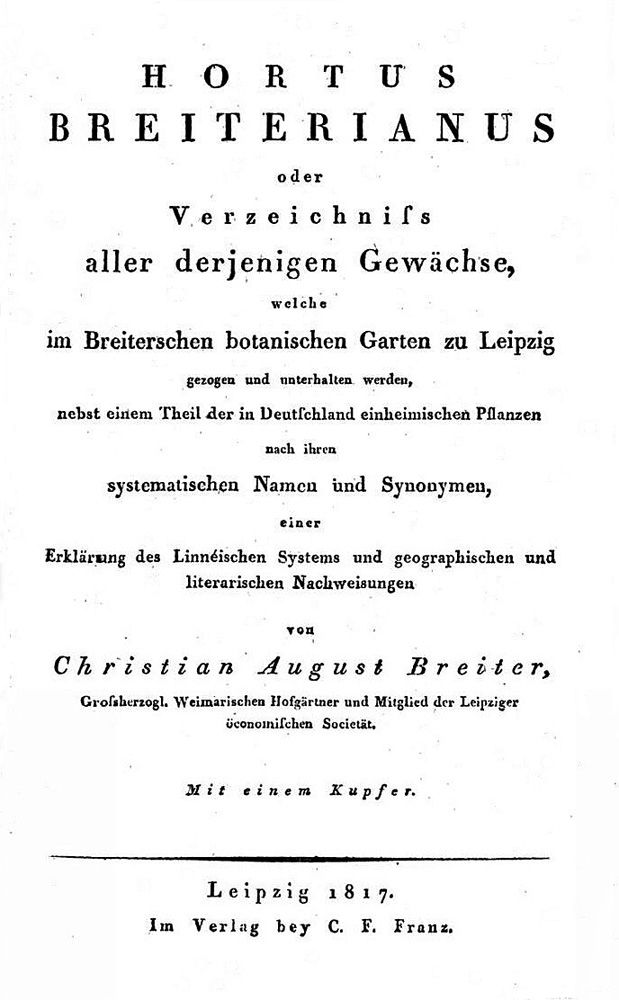
Titel zu Hortus Breitianus von 1817

„Breiter unterhielt den ausgebreitetsten Briefwechsel und Tauschhandel, um die seltensten exotischen Gewächse aus allen Erdtheilen zusammenzutragen und kann als einer der renommiertesten Pflanzensammler seiner Zeit in Deutschland gelten.“ Er war auch ausgewiesener Fachmann auf dem Gebiet der Botanik und Mitglied in verschiedenen Gesellschaften, wie 
der Leipziger Ökonomischen Sozietät, der Naturforschenden Gesellschaft zu Leipzig, der Königlich botanischen Gesellschaft zu Regensburg, der Marburger Gelehrten Gesellschaft und der Königlichen Gartenbaugesellschaft zu Berlin. Während er 1807 zu Geschäftsbeginn ein Angebotsbuch seiner Waren herausgab, erweiterte er dieses nach weiteren Zwischenkatalogen 1817 zum „Hortus Breiterianus“, einem gelobten botanischen Fachbuch von 558 Seiten. Ab 1816 war er Mitglied der Freimaurerloge Minerva zu den drei Palmen.
Mit der Erweiterung der Ostvorstadt war das Schicksal des Breiterschen Wintergartens besiegelt. 1839 wurde auf einem Teilstück das für den neuen Dresdner Bahnhof wichtige Hotel Stadt Rom errichtet und 1855 quer durch den ehemaligen Garten die Wintergartenstraße gelegt, die heute noch so heißt und indirekt an Breiter erinnert.

## Schriften
- Verzeichniss von Treibhauspflanzen, Orangerie- oder Glashauspflanzen, Bäumen und Sträuchern, perennirenden Pflanzen oder Stauden-Gewächsen, Obstsorten, Englischen Stachelbeeren, Rosensorten, Englischen gefüllten Federnelken und Sommergewächsen, welche um beygesetzte Preise zu bekommen sind bey dem Kunst- und Handelsgärtner August Breiter in Leipzig. Verlag Fischer, Leipzig 1807
- Hortus Breiterianus oder Verzeichniss aller derjenigen Gewächse, welche im Breiterschen botanischen Garten zu Leipzig gezogen und unterhalten werden : nebst einem Theil der in Deutschland einheimischen Pflanzen nach ihren systematischen Namen und Synonymen, einer Erklärung des Linneischen Systems und geographischen und literarischen Nachweisungen. Verlag C. F. Franz, Leipzig 1817 (Digitalisat)